# 조시 해롭
조슈아 앤드루 해롭(영어: Joshua Andrew Harrop, 1995년 12월 15일 ~ )은 플리트우드 타운 FC에서 미드필더로 활약하고 있는 잉글랜드의 축구 선수이다.

## 클럽
해롭은 프리미어리그 2016-17 마지막 라운드 경기 크리스털 팰리스와의 경기에서 데뷔했으며, 선제 골을 집어넣으며 팀의 2-0 승리에 일조하였다.
시즌 종료 후, 맨유와 재계약이 불발되었고, 2017년 6월 23일(한국시각)에 프레스턴 노스 앤드로 4년 계약을 맺고 이적하였다.

## 경력 통계
2017년 5월 21일 기준
| 구단                | 시즌      | 리그         | 리그 | 리그 | FA 컵 | FA 컵 | 리그 컵 | 리그 컵 | 기타 | 기타 | 합계 | 합계 |
| 구단                | 시즌      | 디비전       | 출장 | 골   | 출장  | 골    | 출장    | 골      | 출장 | 골   | 출장 | 골   |
| ------------------- | --------- | ------------ | ---- | ---- | ----- | ----- | ------- | ------- | ---- | ---- | ---- | ---- |
| 맨체스터 유나이티드 | 2016–17   | 프리미어리그 | 1    | 1    | 0     | 0     | 0       | 0       | 0    | 0    | 1    | 1    |
| 경력 합계           | 경력 합계 | 경력 합계    | 1    | 1    | 0     | 0     | 0       | 0       | 0    | 0    | 1    | 1    |